# Hoge Poort (Gdańsk)
De Hoge Poort of Hooglandse Poort (Pools: Brama Wyżynna; Duits: Hohes Tor) is een stadspoort in de Poolse stad Gdańsk. De gotische poort was een voorbeeld van baksteengotiek en werd gebouwd tussen 1571 en 1576 door de Saksische architect Hans Kramer en verbouwd in 1588 door de Brabantse architect Willem van den Blocke in de stijl van het maniërisme. De Hoge Poort werd geïnspireerd op de Brabantse Kipdorppoort in Antwerpen. De poort maakte onderdeel uit van de stadsmuur van de Rechtsstad van Dantzig en was de westelijke ingang van de Rechtsstad.
De triomfboog heeft inscripties en beeldhouwwerk uit de Noordelijke renaissance en het maniërisme. De poort stond aan het begin van de Koninklijke Route van Gdańsk, een route die via de Gouden Poort naar de Groene Poort voerde. Boven aan de poort bevinden zich twee cartouches met aan de voorzijde het wapen van Pruisen (gedragen door eenhoorns), Polen-Litouwen en van koning Stanislaus August, verbeeld door een stierkalf (gedragen door engelen), het wapen van Danzig (gedragen door leeuwen). Vanaf 1884 bevindt zich aan de achterzijde een wapen van West-Pruisen. Boven op de poort zijn vier gebeeldhouwde leeuwen te vinden.

## Afbeeldingen

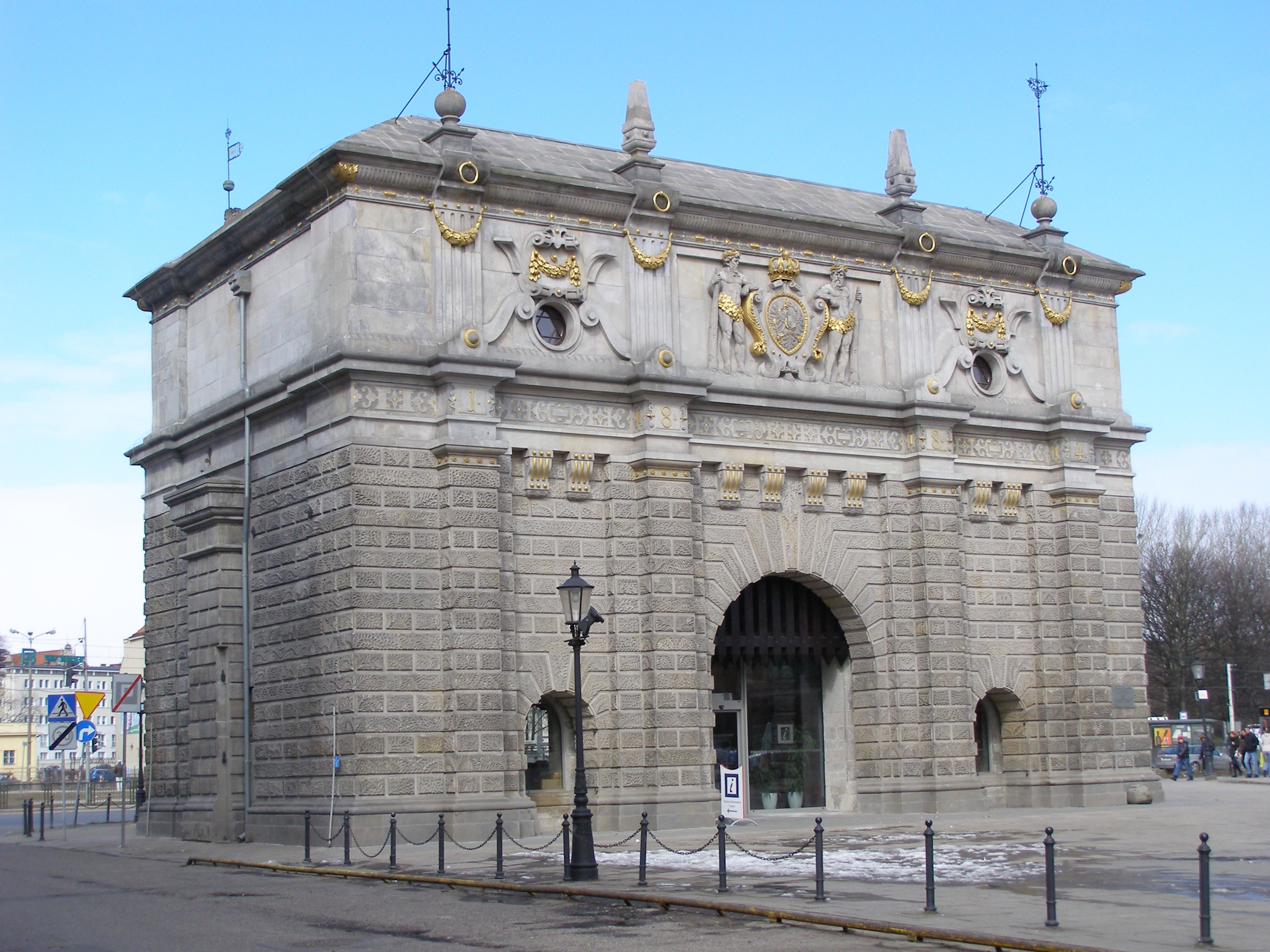
Achterzijde van de triomfboog met het Wapen van West-Pruisen
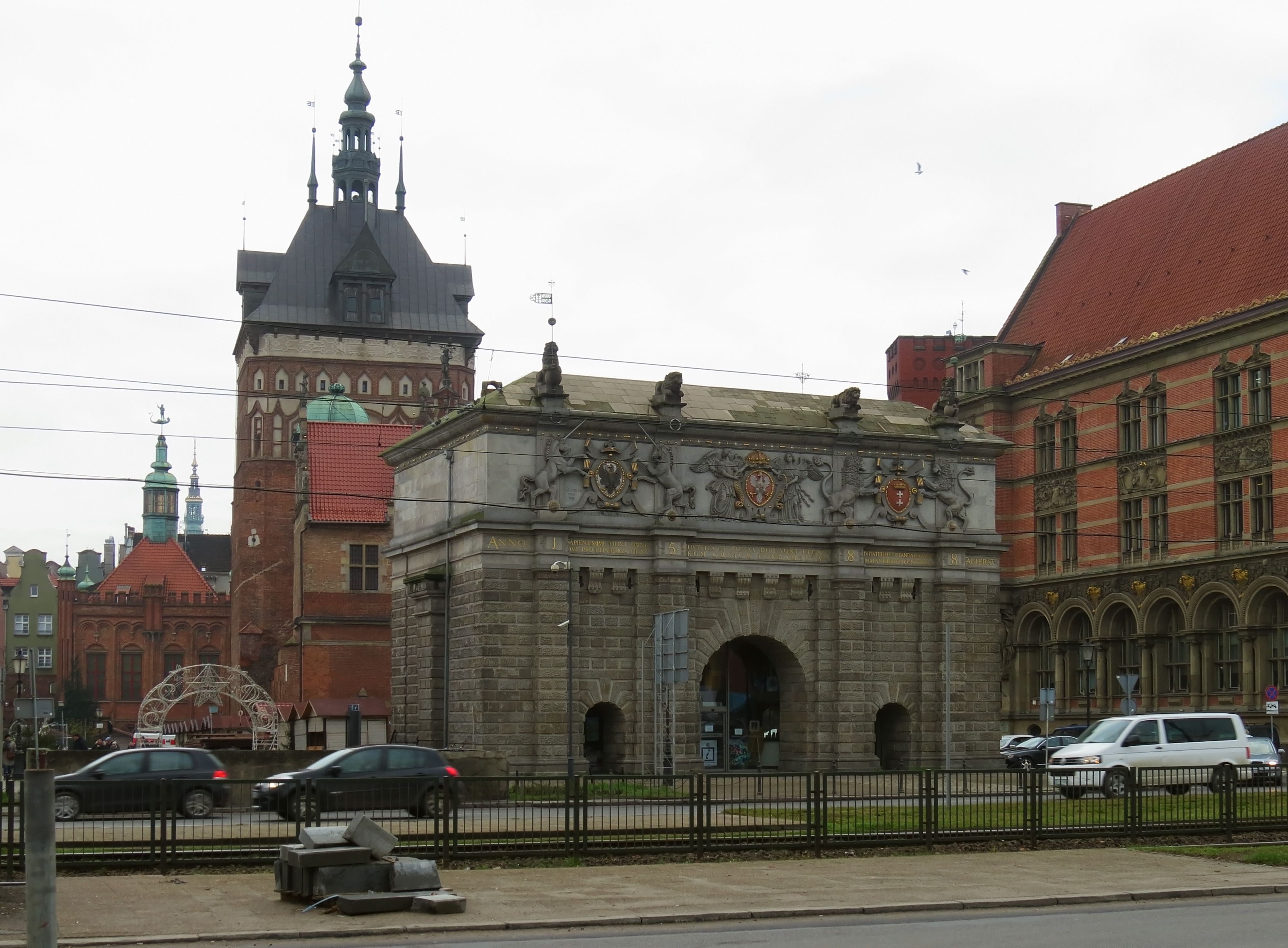
De Hooglandse Poort van de voorzijde met op de achtergrond de Gevangenistoren
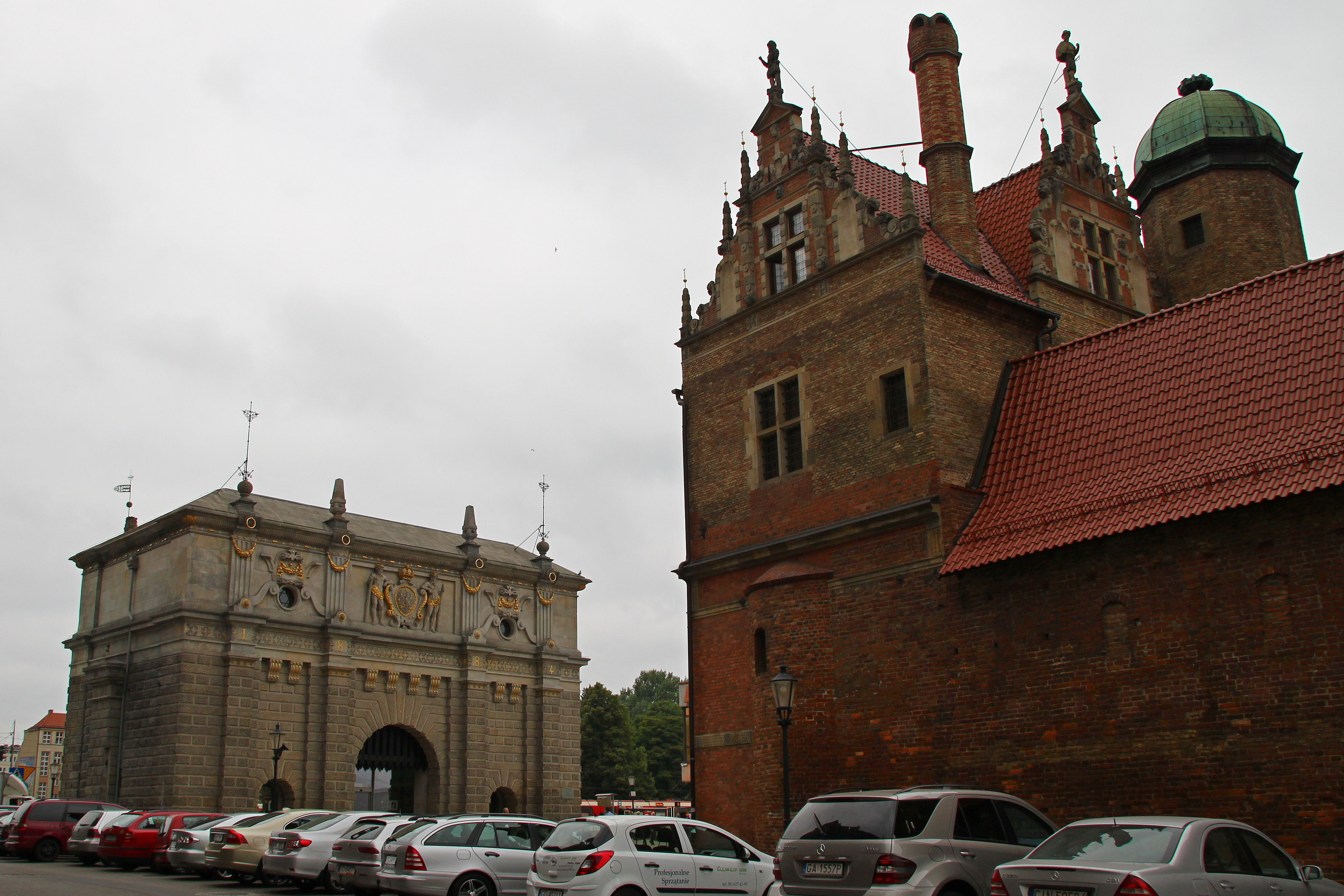
De Hooglandse Poort van de achterzijde, met op de voorgrond de Gevangenistoren
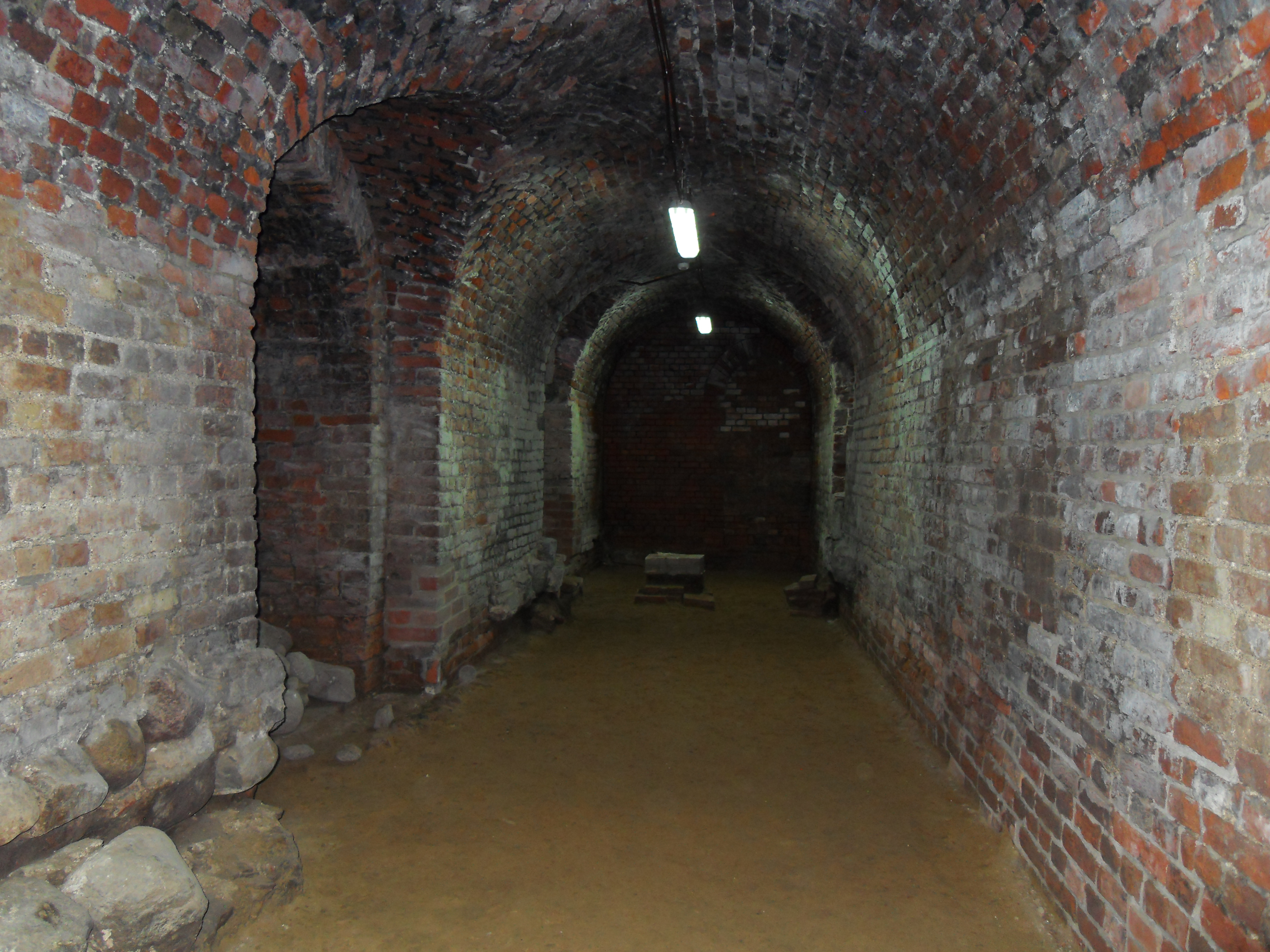
De kelder van de triomfboog